# Починок (Руднянский район)
Почи́нок — деревня  в  Смоленской области России,  в Руднянском районе. Население — 2 жителя (2007 год) . Расположена в северо-западной части области  в 40  км к северу от Рудни, в 15 км к востоку от границы с Беларусью, на левом берегу реки Каспля. Входит в состав Понизовского сельского поселения.

## История
До XX века вновь образованные сельские поселения называли Починками, отсюда и пошло название деревни.